# Banque Mizuho
Pour les articles homonymes, voir Mizuho.
La Banque Mizuho (みずほ銀行 Mizuho Ginkō) est une banque japonaise appartenant au groupe financier Mizuho. Elle a été fondée le 1er avril 2002 après la fusion de la Banque Dai Ichi Kangyō (ja), de la Banque Fuji et de la banque Industrial Bank of Japan.
Mizuho est l'une des trois dénommées « mégabanques » japonaises (avec Mitsubishi UFJ Financial Group et Sumitomo Mitsui Financial Group).